# Enrique Creel

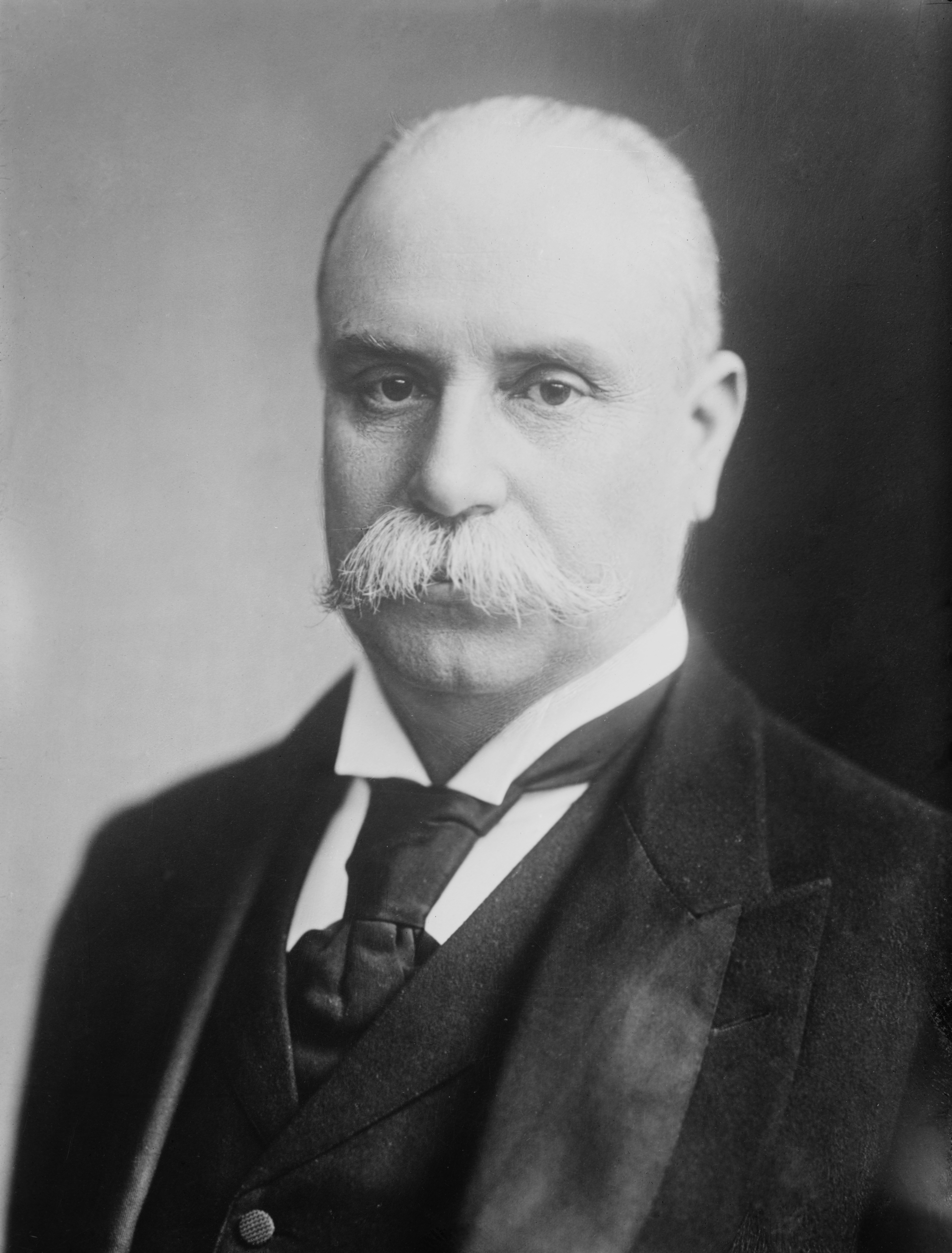
Enrique Creel

Enrique Clay Creel Cuilty (Chihuahua, 30 augustus 1854 - Mexico-Stad, 17 augustus 1931) was een Mexicaans politicus en zakenman.
Creel was de zoon van een Amerikaanse consul en een Mexicaanse vrouw. Hij huwde Ángela Terrazas, zijn nicht en dochter van de steenrijke grootgrondbezitter Luis Terrazas. De familie Creel-Terrazas werd zo de rijkste van het land. Creel was grootgrondbezitter maar vergaarde ook een fortuin door het aanleggen van spoorwegen. In 1887 richtte hij in Chihuahua de eerste Kamer van Koophandel van zijn land op.
Creel klom op in het Mexico van president Porfirio Díaz. Van 1904 tot 1910 was hij gouverneur van zijn thuisstaat Chihuahua. Hij voerde een wet door waardoor ongebruikt land onteigend kon worden, wat er toe leidde dat nog meer boeren landloos raakte en gedwongen werden te werken als peon op de haciënda's van grondbezitters. De economische crisis van na 1907 leidde ertoe dat Chihuahua een van de broeinesten werd van revolutionaire activiteiten. In 1910 benoemde Díaz hem tot minister van buitenlandse zaken. In die functie was hij een van de organisatoren van het eeuwfeest van de Mexicaanse onafhankelijkheid.
Na het uitbreken van de Mexicaanse Revolutie ontvluchtte Creel het land. Veel van zijn landgoederen werden onteigend door de revolutionairen van Pancho Villa. Nadat de revolutie was gekalmeerd keerde hij terug naar Mexico. Hij wist veel van zijn bezittingen terug te krijgen en werd een belangrijke adviseur van president Álvaro Obregón. Hij overleed in 1931.
- International Standard Name Identifier: 0000 0000 2661 1644
- Library of Congress Control Number: n83055316
- SNAC: w6wz3xhk
- Virtual International Authority File: 30910132
- WorldCat: E39PBJgmJTx7QffmkpGxtDfpfq